# Platanthera singgalangensis
Platanthera singgalangensis är en orkidéart som först beskrevs av Johannes Jacobus Smith, och fick sitt nu gällande namn av Peter Gennadievich Efimov. Platanthera singgalangensis ingår i släktet nattvioler, och familjen orkidéer. Inga underarter finns listade i Catalogue of Life.